# Notiphila insularis
Notiphila insularis är en tvåvingeart som beskrevs av Grimshaw 1901. Notiphila insularis ingår i släktet Notiphila och familjen vattenflugor. Inga underarter finns listade i Catalogue of Life.